# Christoph Metzelder
Christoph Tobias Metzelder (sinh ngày 5 tháng 9 năm 1980 ở Haltern, North Rhine-Westphalia) là một cựu trung vệ bóng đá người Đức.
Sự nghiệp của anh cho đến nay vẫn luôn bị ảnh hưởng bởi những chấn thương. Em trai anh Malte cũng là một cầu thủ (và cũng là trung vệ) và hiện đang chơi cho Borussia Dortmund.

## Sự nghiệp thi đấu
Vào mùa hè 2002, Metzelder gia nhập Borussia Dortmund, anh ngay lập tức có được thành công. Vào cuối mùa giải đầu tiên, anh có trận ra mắt trong màu áo đội tuyển Đức, chơi trong hiệp hai ở trận giao hữu thắng Hungary vào ngày 15 tháng 8 năm 2001.

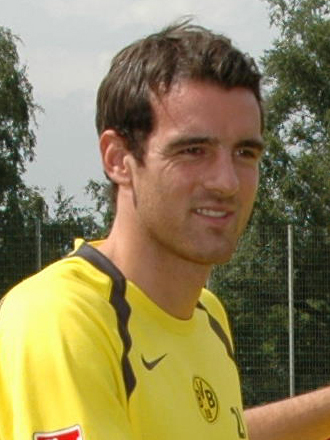
Metzelder ở Dortmund

Mùa giải thứ hai của anh ở Dortmund đãng mang đến cho anh thành công ở đội tuyển quốc gia vào năm 2002, và 14 trận cùng đội tuyển Đức trong chặng đường đến với vòng chung kết World Cup 2002. Tuy nhiên, anh lỡ mùa giải 2003-04 do một chấn thương gót chân, và chỉ ra sân 16 trận ở giải vô địch quốc gia trong mùa giải sau đó.
Sau khoảng 2 năm không chơi cho đội tuyển, Metzelder được triệu tập bởi tân huấn luyện viên Jurgen Klinsmann cho trận giao hữu gặp Trung Quốc. Anh cũng có hai bàn thắng đầu tiên ở Bundesliga, trong trận hoà 1-1 trước Mainz 05 và Hamburger SV, và trở thành một trong hai trung vệ chính thức của Đức ở World Cup 2006, cùng Per Mertesacker của Werder Bremen.
Vào ngày 18 tháng 4 năm 2007, sau khi không thể gia hạn hợp đồng với Borussia, Metzelder chuyển tới Real Madrid ở cuối mùa theo dạng chuyển nhượng tự do.
Vào tháng 2 năm 2008, sau khi ngồi ngoài cả tháng đầu tiên ở Tây Ban Nha do bị chấn thương, Metzelder có một ca phẫu thuật khiến anh phải ngồi ngoài thêm 2 tháng. Vào ngày 11 tháng 5, sau khi không thể ra sân trong trận gặp Roma ở cúp C1. anh trở lại và chơi đủ 90 phút trong trận gặp Real Zaragoza.
Mặc dù hạn chế về thời gian chơi bóng, Metzelder ra sân đầy đủ trong mọi trận đấu của đội tuyển Đức ở Euro 2008 cùng với đối tác Mertesacker. Ở mùa giải La Liga 2008-09, anh đã được hưởng lợi sau án treo giò 10 trận với Pepe; sau khi có màn trình diễn tốt trong trận thắng 4-2 trước Sevilla FC, anh cũng ra sân trong trận thua 6-2 trước FC Barcelona.

## Danh hiệu

### Đội bóng
- Bundesliga: 2001-02
- La Liga: 2007-08
- Siêu cúp Tây Ban Nha: 2008
- Cúp UEFA: Về nhì 2001-02
- Cúp quốc gia Đức: Về nhì năm 2003
- World Cup: Về nhì ở World Cup 2002 và thứ ba ở World Cup 2006
- Giải vô địch bóng đá châu Âu: Về nhì ở Euro 2008

## Cá nhân
- Danh hiệu Bravo: 2002

## Thống kê sự nghiệp
| Câu lạc bộ          | Mùa giải            | Bundesliga | Bundesliga | DFB-Pokal | DFB-Pokal | Châu Âu | Châu Âu | Tổng cộng | Tổng cộng |
| Câu lạc bộ          | Mùa giải            | Trận       | Bàn        | Trận      | Bàn       | Trận    | Bàn     | Trận      | Bàn       |
| ------------------- | ------------------- | ---------- | ---------- | --------- | --------- | ------- | ------- | --------- | --------- |
| Borussia Dortmund   | 2000–01             | 19         | 0          | 2         | 0         | 0       | 0       | 21        | 0         |
| Borussia Dortmund   | 2001–02             | 25         | 0          | 1         | 0         | 12      | 0       | 38        | 0         |
| Borussia Dortmund   | 2002–03             | 24         | 0          | 1         | 0         | 10      | 0       | 35        | 0         |
| Borussia Dortmund   | 2003–04             | 0          | 0          | 0         | 0         | 1       | 0       | 1         | 0         |
| Borussia Dortmund   | 2004–05             | 16         | 0          | 0         | 0         | 0       | 0       | 16        | 0         |
| Borussia Dortmund   | 2005–06             | 23         | 2          | 1         | 0         | 0       | 0       | 24        | 2         |
| Borussia Dortmund   | 2006–07             | 19         | 0          | 0         | 0         | 0       | 0       | 19        | 0         |
| Borussia Dortmund   | Tổng cộng           | 126        | 2          | 5         | 0         | 21      | 0       | 152       | 2         |
| Real Madrid         | 2007–08             | 9          | 0          | 1         | 0         | 3       | 0       | 13        | 0         |
| Real Madrid         | 2008–09             | 12         | 0          | 2         | 0         | 1       | 0       | 15        | 0         |
| Real Madrid         | 2009–10             | 2          | 0          | 1         | 0         | 0       | 0       | 3         | 0         |
| Real Madrid         | Tổng cộng           | 23         | 0          | 4         | 0         | 4       | 0       | 31        | 0         |
| Schalke 04          | 2010–11             | 32         | 1          | 6         | 0         | 10      | 0       | 48        | 1         |
| Schalke 04          | 2011–12             | 16         | 1          | 0         | 0         | 3       | 0       | 19        | 1         |
| Schalke 04          | 2012–13             | 4          | 0          | 2         | 0         | 1       | 0       | 6         | 0         |
| Schalke 04          | Tổng cộng           | 52         | 2          | 8         | 0         | 14      | 0       | 73        | 2         |
| Tổng cộng sự nghiệp | Tổng cộng sự nghiệp | 201        | 4          | 17        | 0         | 39      | 0       | 256       | 4         |